# Joseph Bidez
Joseph Marie Auguste Bidez (Frameries, 9 aprile 1867 – Oostakker, 20 settembre 1945) è stato un filologo classico belga.

## Biografia
Joseph Bidez studiò nell'Università di Liegi, inizialmente filosofia; si laureò poi in diritto nel 1891 e nel 1894 in lettere con una tesi in Filologia classica, che insegnò già dall'anno seguente nell'Università di Gand.
Studioso delle religioni dell'età tardo-antica, si occupò in particolare della Storia ecclesiastica di Filostorgio, di Sozomeno e di Evagrio Pontico, delle quali pubblicò le edizioni critiche, e divenne membro di diverse Accademie scientifiche. Seguirono una Biografia di Empedocle nel 1894 e una Vita di Porfirio nel 1913.
Interessato alla vita e all'opera dell'imperatore Giuliano, ne curò l'edizione delle Opere - completata nel 1964 con la collaborazione di Gabriel Rochefort e Christian Lacombrade - e pubblicò nel 1913 una biografia su Giuliano rivista e aggiornata nel 1930. 
Nell'ultimo periodo della sua vita si dedicò allo studio della magia e dell'alchimia, pubblicando nel 1928 un Catalogo dei manoscritti alchemici greci e, nel 1938, con Franz Cumont, Les Mages hellénisés. Zoroastre, Ostanès et Hystasp; il tema platonico dell'Atlantide venne da lui ripreso e sviluppato, nel 1934, in apposita monografia pubblicata in "Bulletins de l'Academie Royale de Belgique". L'ultima sua fatica fu Eos ou Platon et l'Orient (1945).